# Passiflora bahamensis
Passiflora bahamensis är en passionsblomsväxtart som beskrevs av Nathaniel Lord Britton. Passiflora bahamensis ingår i släktet passionsblommor, och familjen passionsblomsväxter. Inga underarter finns listade i Catalogue of Life.